# Willi Max Scheid
Willi Max Scheid (* 21. Dezember 1889 in Koblenz; † 28. Oktober 1932 in Pforzheim) war ein deutscher Architekt, Gebrauchsgrafiker und Hochschullehrer an der Badischen Kunstgewerbeschule Pforzheim.

## Leben
Willi Max Scheid begann im Sommersemester 1910 ein Medizinstudium an der Albert-Ludwigs-Universität Freiburg. Zum Wintersemester 1911/1912 wechselte er, seinen Neigungen entsprechend, das Studienfach und ging zum Architekturstudium an die Technische Hochschule Karlsruhe. 
Nach dem Ersten Weltkrieg legte Scheid zunächst das erste Staatsexamen für das Hochbaufach ab. Er schlug eine Laufbahn als Baubeamter ein und bestand nach dem Referendariat das zweite Staatsexamen, im Juni 1923 wurde er zum Regierungsbaumeister (Assessor in der öffentlichen Bauverwaltung) ernannt. Als Assessor arbeitete er zunächst als Dozent an der Badischen Kunstgewerbeschule Pforzheim, an der er 1930 zum Professor berufen wurde.
Scheids künstlerisches Interesse galt besonders der Gebrauchsgrafik. Er war Mitglied im Deutschen Werkbund.
Scheid war Mitglied der Studentenverbindungen KDStV Ripuaria Freiburg und der KDStV Normannia Karlsruhe sowie Ehrenmitglied der KDStV Schwarzwald Karlsruhe.

## Werke (Auswahl)
- Postkarte zur 49. CV-Cartellversammlung in Metz 1913[3]
- Linolschnitt zur Einweihung des Völkerschlachtdenkmals[4]
- Gedenktafel für die im Ersten Weltkrieg gefallenen 26 Mitglieder der KDStV Ripuaria Freiburg (um 1924), im Foyer des Hauses Schlierbergstraße 15 in Freiburg im Breisgau
- Ausstellungsplakat zur Reichsausstellung Deutscher Wein - Weinbau, Weinhandel und verwandte Gewerbe. Koblenz, 1925,
- Postkarte zum 25-jährigen Bestehen der Koblenzer CV-Ferienverbindung Confluentia (August 1925)
- Illustrationen (Vignetten) zum Buch Heimatstrauß von Heinrich Gassert[5]
- Titelgrafik der Academia (Monatsschrift des CV der katholischen deutschen Studentenverbindungen) von 1926 bis 1928 (38. und 39. Jahrgang)
- Plakat für die 68. Generalversammlung der deutschen Katholiken in Freiburg im Breisgau 1929
- Abzeichen „68. Generalversammlung der deutschen Katholiken Freiburg i./Br. 28. Aug. – 1. Sept. 1929“ (Blech geprägt, mit Nadel, in Form einer Tiara)

### Schriften
- Schreiben in Metall mit Beispielen. In: Die zeitgemäße Schrift, Studienhefte für Schrift und Formgestaltung, Heft 19 (1931).